# 仮面の王 イ・ソン
『仮面の王 イ・ソン』（朝: 군주 - 가면의 주인）は、2017年5月10日から2017年7月13日までMBCの水木ミニシリーズ枠で放送された韓国のテレビドラマ。全40話。

## 概要
時は李氏朝鮮時代。仮面を被せて育てられた世子イ・ソンが、仮面を被せられた理由と朝鮮を牛耳る秘密結社の存在を知り、国を守るため闘いに身を投じるエンターテインメント時代劇。
韓国放送時には、第1話から最終話まで同時間帯視聴率1位を独走した。

## あらすじ
時は李氏朝鮮時代。王（キム・ミョンス）に待望の世子（セジャ。王位継承者）イ・ソンが誕生する。しかし、それを知った辺首会（ピョンスフェ。朝鮮を牛耳る秘密結社）にソンは毒を盛られてしまう。解毒薬と引き換えに、揚水庁（ヤンスチョン）の全権を渡すことになった王は、辺首会からソンを守るため、仮面を被せて顔を隠しながら育てることを決意する。16年後、純粋で正義感の強い世子に育ったソン（ユ・スンホ）は、宮中で囁かれている " 世子様の素顔を見てしまった者は死ぬ " という噂に耐えかね、自身の出生時のことを調べていた。ある日、仮面を被せられた理由を知る学者ウ・ボ（パク・チョルミン）の存在を知ったソンは、仮面を外して身分を偽り、密かに町に出る。その道中、高官の娘ハン・カウン（キム・ソヒョン）や自分と同じ名を持つ貧しい水売りイソン（エル（INFINITE））と出会い、友情を深めていくが、揚水庁が原因で民が苦しんでいるという実状を目の当たりにする。やがてソンは、仮面を被せられた理由と恐ろしい辺首会の存在を知り、同じ名を持つ2人の数奇な運命と命懸けの長い闘いの日々が始まる。

## 登場人物

### 主要人物
- イ・ソン：ユ・スンホ[8]

世子。モデルは思悼（サド）世子。
- ハン・ガウン：キム・ソヒョン[9]

ハン・ギュホの娘。イソンの幼なじみ。
- イソン：エル（INFINITE）[10]

水売り。ハン・カウンの幼なじみ。
- キム・ファグン：ユン・ソヒ

キム・ウジェの娘。テモクの孫。

### イ・ソンの周辺人物
- イ・チョンウン：シン・ヒョンス

イ・ソンの護衛武士。
- ウ・ボ：パク・チョルミン

成均館（ソンギュングァン）の元司成（サソン）。イ・ソンとハン・カウン、イソンの師匠。
- 王：キム・ミョンス

国王。イ・ソンの父。
- 楹嬪（ヨンビン）：チェ・ジナ

王の側室。イ・ソンの母。モデルは暎嬪（ヨンビン）イ氏。
- 王妃：キム・ソンギョン

王の正室。のちの大妃。モデルは貞聖（チョンソン）王后。
- メチャン：イ・チェヨン

妓生（キーセン）。情報屋。

### 辺首会
- テモク：ホ・ジュノ

辺首会の首長。キム・ファグンの祖父。
- キム・ウジェ：キム・ビョンチョル

キム・ファグンの父。
- コン：キム・ソギョン

キム・ファグンの護衛武士。
- キム・ヨンウン：チョ・テホ

テモクの手下。

### ハン・カウンの周辺人物
- ハン・ギュホ：チョン・ノミン

漢城府（ハンソンブ）の庶尹（ソユン）。ハン・カウンの父。

## 韓国国外での放送

### 日本
2017年10月7日よりCSのスカパー!局KNTVで放送された のち、2018年4月15日から8月26日まで『仮面の王 イ・ソン』（かめんのおう イ・ソン）という日本語題でNHK BSプレミアムにて日本語吹替版で全20話構成で放送された。
- KNTV：2017年10月7日[13] - 2017年12月10日[14] （毎週土・日曜 22時00分 - 23時15分）朝鮮語放送（日本語字幕付き）
  - 同上：2017年10月9日[15] - 2017年12月12日[16]（毎週月・火曜 12時45分 - 14時00分）※再放送
  - 同上：2018年3月2日[17] - 2018年3月29日[18]（毎週月〜金曜 16時00分 - 17時15分）※再々放送
- NHK BSプレミアム：2018年4月15日 - 2018年8月26日（毎週日 21時00分 - 22時00分）二ヶ国語放送
  - 同上：2019年11月23日[19] - 2020年4月11日（毎週土曜 8時30分 - 9時30分、2020年4月4日と同年4月11日は8時45分から放送[20][21]）※再放送
- テレビ東京：2021年4月26日 - 2021年5月21日（毎週月～金 8時15分 - 9時11分）二ヶ国語放送（日本語字幕付き）
- LaLa TV：2021年8月19日 - 2021年9月15日（毎週月〜金 22時30分 - 23時45分）朝鮮語放送（日本語字幕付き）
  - 同上：2021年10月10日 - 2021年12月12日（毎週日曜 21時30分 - 24時00分）※再放送、二話連続放送
- BS-TBS：2021年11月4日 - 2021年12月1日（毎週月〜金 12時59分 - 13時55分）朝鮮語放送（日本語字幕付き）
  - 同上：2022年5月18日 - 2022年6月14日（毎週月〜金 7時00分 - 7時54分）※再放送
- テレビ大阪：2022年1月4日 - 2022年2月1日（毎週月～金 11時59分 - 12時57分）二ヶ国語放送（日本語字幕付き）
- テレビ愛知：2022年1月19日 - 2022年2月15日（毎週月～金 9時30分 - 10時30分）二ヶ国語放送（日本語字幕付き）
- テレビ北海道：2022年3月8日 - 2022年4月4日（毎週月～金 8時00分 - 8時56分）二ヶ国語放送（日本語字幕付き）
- テレQ：2022年3月16日 - 2022年4月13日（毎週月～金 9時00分 - 9時57分）二ヶ国語放送（日本語字幕付き）
- テレビせとうち：2022年7月18日 - 2022年8月12日（毎週月～金 8時00分 - 8時55分）朝鮮語放送（日本語字幕付き）
- TBSチャンネル1：2022年8月1日 - 2022年8月17日（毎週月～金 20時30分 - 22時40分）朝鮮語放送（日本語字幕付き）※二話連続放送
  - 同上：2022年9月2日（1日深夜） - 2022年9月15日（14日深夜）（毎週火～土 3時30分 - 5時40分（毎週月〜金 27時30分 - 29時40分））※再放送、二話連続放送
  - 同上：2022年11月4日 - 2022年11月17日（毎週月～金 20時30分 - 22時40分）※再放送、二話連続放送
- BSフジ：2025年4月4日 - ：（毎週金曜 14時59分 - 17時00分）朝鮮語放送（日本語字幕付き）※二話連続放送

#### 吹替キャスト
- イ・ソン：河本啓佑[22]
- カウン：宮本侑芽[23]
- イソン：上村祐翔[23]
- ウ・ボ：佐々木梅治[24]
- テモク：山路和弘[25]
- ファグン：北原沙弥香[26]
- 国王イ・ユン：原康義[27]
- 中殿：山像かおり[28]
- 楹嬪：本名陽子[29]
- ハン・ギュホ：川島得愛[30]

## 受賞

### 2017 MBC演技大賞[31]
- 男性最優秀演技賞(ミニシリーズ) ユ・スンホ
- 男性人気賞 エル（INFINITE）
- 女性人気賞 キム・ソヒョン
- 女性黄金演技賞(ミニシリーズ) キム・ソンギョン
- 最高のキャラクター賞(闘魂演技賞) エル（INFINITE）

### 2017 KOREA DRAMA AWARDS[32]
- 作品賞
- KDA賞 ホ・ジュノ
- 男性優秀賞 チョン・ノミン
- 作家賞 パク・ヘジン

### 第1回ザ・ソウルアワード[33]
- 女性新人賞 ユン・ソヒ

## 同時間帯ドラマ
- SBS水木ドラマ

　『あやしいパートナー〜Destiny Lovers〜』（2017年5月10日 - 2017年7月13日）
- KBS水木ドラマ

　『推理の女王』（2017年4月5日 - 2017年5月25日）
　『七日の王妃』（2017年5月31日 - 2017年8月3日）